# Iwan Andrejewitsch Kirillow
Iwan Andrejewitsch Kirillow (russisch Иван Андреевич Кириллов; bei der FIS nach englischer Transkription Ivan Kirillov; * 13. Dezember 1996) ist ein russischer Skilangläufer.

## Werdegang
Kirillow startete im Dezember 2013 in Krasnogorsk erstmals im Eastern-Europe-Cup und belegte dabei den 151. Platz über 15 km klassisch. Bei den Nordischen Junioren-Skiweltmeisterschaften 2016 in Râșnov holte er die Silbermedaille mit der Staffel. Zudem errang er den 37. Platz über 10 km klassisch und den sechsten Platz über 15 km Freistil. Im März 2016 wurde er in Ischewsk russischer Juniorenmeister im Sprint. In der Saison 2016/17 erreichte er mit sechs Top-Zehn-Platzierungen, darunter Platz zwei in Krasnogorsk über 15 km klassisch, den achten Platz in der Gesamtwertung des Eastern-Europe-Cups. Bei den U23-Skiweltmeisterschaften 2017 in Soldier Hollow kam er auf den 16. Platz im Sprint. Im Januar 2018 lief er in Planica sein erstes Weltcuprennen. Dabei holte er mit dem 28. Platz im Sprint seine ersten Weltcuppunkte. Bei den U23-Skiweltmeisterschaften im Januar 2018 in Goms lief er auf den 32. Platz im Sprint, auf den 16. Rang über 15 km klassisch und auf den neunten Platz im Skiathlon. Im folgenden Jahr gewann er bei den U23-Skiweltmeisterschaften in Lahti die Silbermedaille im 30-km-Massenstartrennen. Bei der Winter-Universiade 2019 in Krasnojarsk holte er über 10 km klassisch und in der Verfolgung jeweils die Bronzemedaille und mit der Staffel die Goldmedaille. In der Saison 2019/20 belegte er mit je einen dritten, zweiten und ersten Platz, den vierten Platz in der Gesamtwertung des Eastern Europe Cups.

## Siege bei Continental-Cup-Rennen
| Nr. | Datum             | Ort            | Disziplin                       | Serie              |
| --- | ----------------- | -------------- | ------------------------------- | ------------------ |
| 1.  | 3. Dezember 2019  | Werschina Tjoi | 15 km klassisch Individualstart | Eastern Europe Cup |
| 2.  | 29. November 2020 | Werschina Tjoi | 15 km klassisch Individualstart | Eastern Europe Cup |
| 3.  | 13. Februar 2021  | Almaty         | 20 km Freistil Massenstart      | Eastern Europe Cup |